# Xã Richfield, Quận Henry, Ohio
Xã Richfield (tiếng Anh: Richfield Township) là một xã thuộc quận Henry, tiểu bang Ohio, Hoa Kỳ. Năm 2010, dân số của xã này là 682 người.